# 伕役
伕役又稱夫役、雜徭，是東亞古代徭役的一種。

## 徵召
漢朝時即有丁夫制度，王符《潜夫论·浮侈》云：“今人奢衣服，多侈食，……丁夫不扶犁锄，……此皆无益也”。其中“役夫”與“丁”不同，《唐律疏议》卷二十云：“丁谓正役，夫谓杂徭”。夫役多用於治河等事。后周显德六年（959年），徵徐、宿、宋、单等州丁夫数万人浚通汴河，滑、亳二州丁夫浚通五丈河，又徵丁夫疏导蔡河。王安石说：“齐天下之役，其半在于河渠堤埽。”，晁说之亦言“岁有常役则调春夫，非春时则调急夫”。

## 捉伕
捉伕、拉伕又稱抓伕，指軍隊不依法令之規定，隨意強捉民眾從軍，或者擔任軍中的軍伕，國共戰爭時，統稱為捉壯丁。